# Cayubaba (peuple)
Pour l’article homonyme, voir Cayubaba.
Les Cayubaba sont une ethnie amérindienne de l'Amazonie bolivienne établie dans le municipio d'Exaltación, province de Yacuma, Beni. On estime leur population à 800 personnes. Leur langue, le cayubaba qui est pratiquement éteinte forme un isolat.
En 1704, durant la colonisation espagnole, ils sont regroupés au sein de la mission catholique d'Exaltación de la Santa Cruz, ce qui a un fort impact sur leur culture. Lors de la fièvre du caoutchouc à la fin du XIXe, ils sont massivement recrutés en tant que seringueiros.
Ils habitent de nos jours dans de petites communautés toutes situées sur le territoire du municipio d'Exaltación. Leur activité principale est la chasse, ils pratiquent aussi la pêche à l'aide de paniers utilisés en tant que filets et possèdent quelques têtes de bétail. Ils se sont récemment lancés dans le commerce légale de peaux de crocodiliens. Ils possèdent un territoire en propriété collective.             